# Carevac
Carevac (cyr. Царевац) – wieś w Serbii, w okręgu braniczewskim, w gminie Veliko Gradište. W 2011 roku liczyła 744 mieszkańców.